# Halichoeres leptotaenia
Halichoeres leptotaenia là một loài cá biển thuộc chi Halichoeres trong họ Cá bàng chài. Loài này được mô tả lần đầu tiên vào năm 1994.

## Từ nguyên
Từ định danh leptotaenia được ghép bởi hai âm tiết trong tiếng Latinh: leptos ("mỏng manh") và taenia ("dải sọc"), hàm ý đề cập đến ba dải sọc màu hồng cam trên cơ thể của loài cá này.

## Phạm vi phân bố và môi trường sống
H. leptotaenia có phạm vi phân bố giới hạn ở phía nam vịnh Ba Tư, với mẫu định danh của loài cá này được thu thập tại đảo Jazirat Umm al Ghanam (ngoài khơi Musandam, Oman). H. leptotaenia sống gần những cụm san hô trên nền cát và mỏm đá ở độ sâu đến ít nhất là 15 m.

## Mô tả
H. leptotaenia có chiều dài cơ thể lớn nhất được ghi nhận là 12,5 cm. Cá cái có màu lục nhạt với 3 dải sọc ngang màu hồng cam (lốm đốm các sắc tố nâu). Dải sọc giữa nổi bật nhất, từ mõm băng ngang mắt và kết thúc ở cuống đuôi với một đốm nhỏ màu nâu đen. Dài trên cùng dọc theo lưng, còn dải cuối nằm gần bụng. Vào thời điểm được mô tả, kiểu hình cá đực không được tìm thấy. Cá cái không có răng nanh ở khóe miệng, nhưng những loài cùng chi đều có răng nanh (ít nhất là ở những cá thể trưởng thành), có thể H. leptotaenia đực cũng có điểm này.
Số gai ở vây lưng: 9; Số tia vây ở vây lưng: 11; Số gai ở vây hậu môn: 3; Số tia vây ở vây hậu môn: 11; Số tia vây ở vây ngực: 13; Số gai ở vây bụng: 1; Số tia vây ở vây bụng: 5; Số vảy đường bên: 27; Số lược mang: 15–20.

## Phân loại học
H. leptotaenia tạo thành một nhóm phức hợp loài cùng với Halichoeres pelicieri, Halichoeres hartzfeldii, Halichoeres zeylonicus và Halichoeres gurrobyi. Cả 5 loài có chung kiểu dài sọc vàng giữa thân với đốm đen trên cuống đuôi ở cá cái (cá đực có thể có thêm viền xanh ở dải sọc này).